# 奥托·哈恩
奥托·哈恩（德語：Otto Hahn，1879年3月8日—1968年7月28日），生於法兰克福逝於格丁根，德国放射化学家和物理学家，曾获1944年度诺贝尔化学奖（1945年頒發）。

## 主要贡献
哈恩1904年从镭盐中分离出一种新的放射性物质射钍（228Th）。以后又发现射锕（227Th）、新钍1（228Ra）、新钍2（228Ac）、铀Z（234Pa）、原锕（231Pa）和一些被称为放射性淀质的核素，为阐明天然放射系各核素间的关系起了重要作用。放射化学中常用的反冲分离法和研究固态物质结构的射气法都是哈恩提出的。他还在同晶共沉淀方面提出了哈恩定律。1917年发现放射性元素镤。1921年发现了天然放射性元素的同质异能现象。
哈恩一生中最大的贡献是1938年和弗里茨·施特拉斯曼一起发现核裂变现象，揭示了利用核能的可能性。铀经中子照射后产生了一些β-放射性核素，一开始不少科学家认为是超铀元素。哈恩和斯特拉斯曼在仔细鉴定核反应产物后，肯定其中之一是放射性钡，当时在瑞典的莉泽·迈特纳和奥托·罗伯特·弗里施认为这是铀核被中子击中后分裂成的质量相近的碎片。哈恩因为发现了核裂变现象获得1944年度诺贝尔化学奖（1945年頒發）。他的主要著作有《应用放射化学》和《新原子》等。

## 马克斯·普朗克学会
从1948年到1960年，哈恩是新建立的促进科学进步的马克斯·普朗克学会的创建主席。在紧接着二战之后，因为落在广岛和长崎原子弹的事件，哈恩的反应是强烈反对原子能的军事用途。

## 榮譽
月球上的哈恩坑以他與弗里德里希二世·格拉夫·馮·哈恩共同命名，以示對他們的尊榮。